# Термидорианская реакция
Термидорианская реакция (фр. Réaction thermidorienne; иначе известно как Термидорианский конвент, фр. Convention thermidorienne) — общий термин в историографии Великой французской революции для периода между падением Максимилиана Робеспьера 9 термидора II года (27 июля 1794 года) до создания Директории 1 ноября 1795 года. 
Термидорианская реакция была названа в честь месяца, когда произошёл переворот, и была последней частью правления Национального конвента Франции. Она была ознаменована концом эпохи террора, децентрализацией исполнительной власти Комитета общественного спасения и разворотом от радикальной левой политики монтаньяров к более консервативным позициям. 
Экономический и общественный популизм, дехристианизация и жёсткие меры военного времени в значительной степени были свёрнуты, поскольку члены Конвента, разочарованные и напуганные централизованным правительством террора, предпочли более стабильный политический порядок, который получил бы одобрение состоятельной части населения. Во время реакции левые движения были подавлены грубой силой, включая массовые убийства, а также произошёл роспуск Якобинского клуба, разгон санкюлотов и отказ от идеологии монтаньяров.

## Этимология названия
Название Термидорианская произошло от 9 термидора II года (27 июля 1794 года), даты по французскому республиканскому календарю, когда Максимилиан Робеспьер и другие радикальные революционеры подверглись спланированным нападкам в Национальном конвенте. Термидорианская реакция относится к периоду от этого события до того момента, когда Директория заменила Национальный конвент; его также иногда называют периодом Термидорианского конвента. Выдающиеся деятели Термидора — Поль Баррас, Жан-Ламбер Тальен и Жозеф Фуше.

## Предыстория

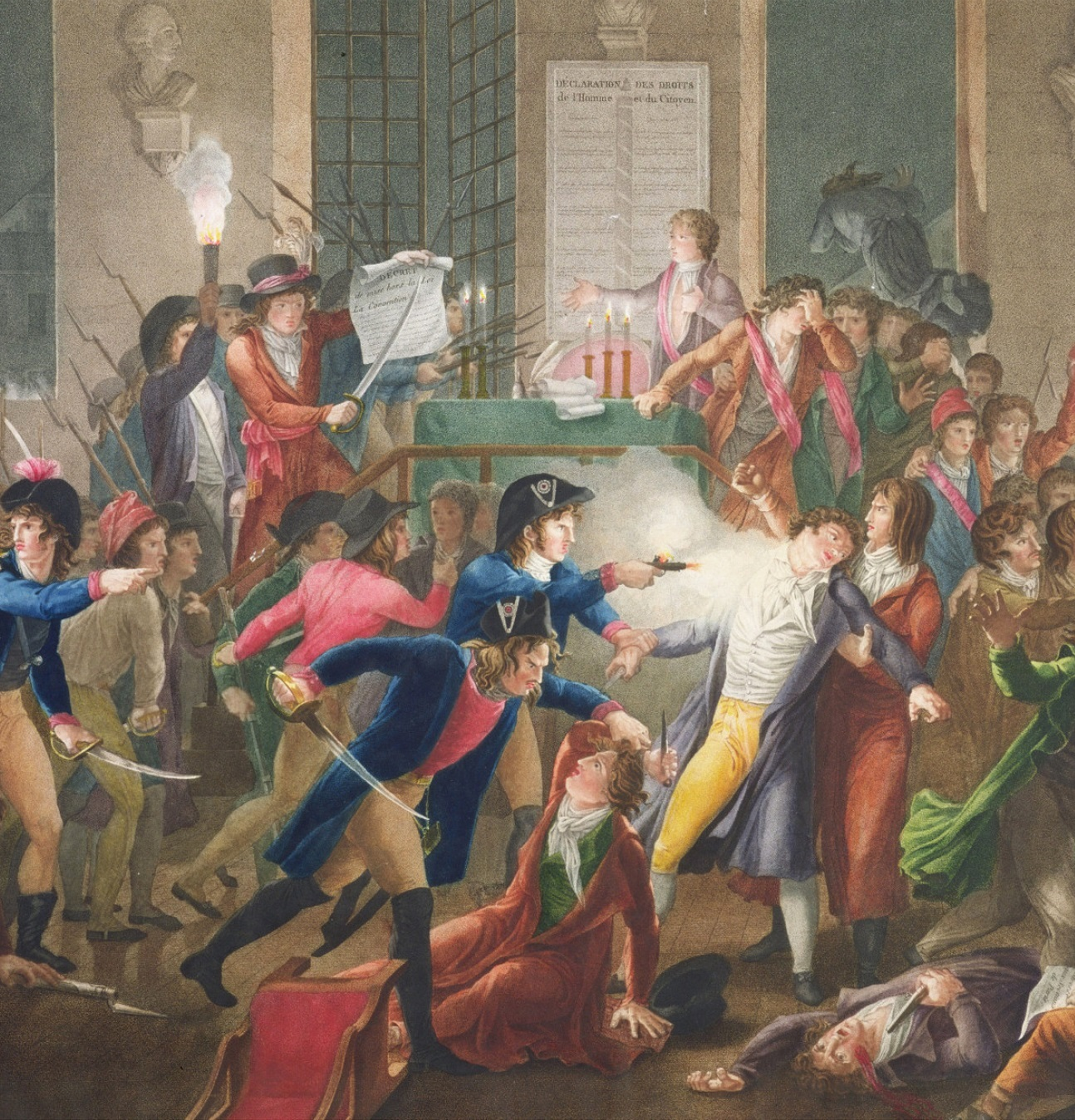
Жандарм Шарль-Андре Меда стреляет в Максимилиана Робеспьера

Интриги против Робеспьера, который доминировал в Комитете общественного спасения, достигли своего пика 9 термидора (27 июля) 1794 года. Жан-Ламбер Тальен, член и ранее президент Национального конвента, раскритиковал Сен-Жюста, а затем осудил тиранию Робеспьера. Его поддержал Жак-Николя Бийо-Варенн. Раздались крики: «Долой тирана! Арестуйте его!» Робеспьер обратился к депутатам правых, но безрезультатно. Был отдан приказ арестовать Робеспьера и его последователей. 
Прибыли верные Робеспьеру войска Парижской коммуны, чтобы освободить его и других заключенных. Конвент ответил приказом контратаковать их собственным войскам под командованием Поля Барраса. Сторонники Робеспьера забаррикадировались в Отель-де-Виль. Конвент объявил их вне закона, что означало, что они могут быть казнены в течение 24 часов без суда. После этого войска Коммуны сдались. Войска Конвента под командованием Барраса подошли к Отель-де-Виль около 2 часов ночи 28 июля. Робеспьер, у которого была сломана челюсть в результате выстрела, который, возможно, он сам себе нанёс, был арестован вместе с большинством своих сторонников.

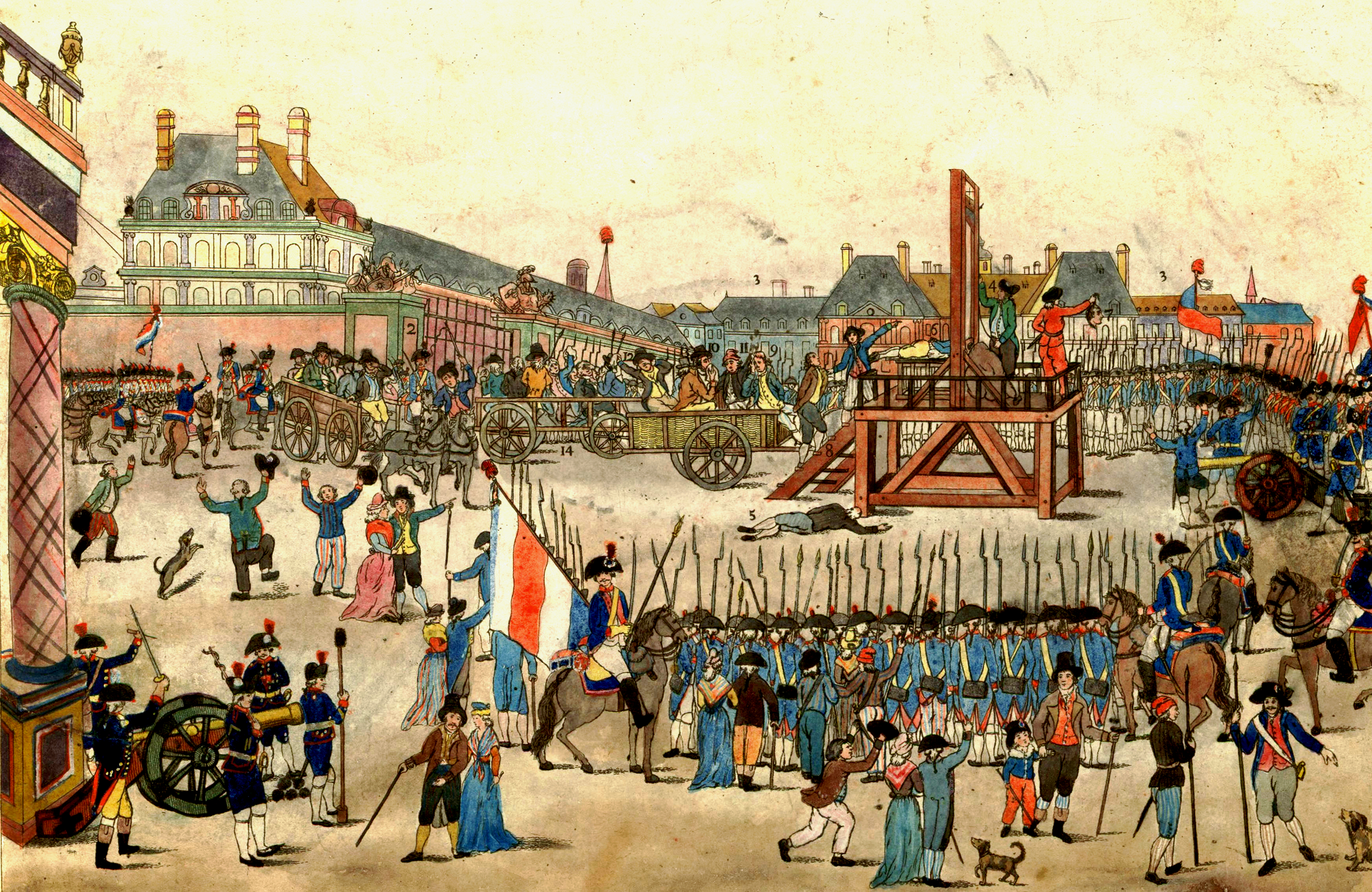
Казнь Робеспьера 28 июля 1794 года положила конец эпохе террора

В тот же день Робеспьер был казнён вместе с 21 из его ближайших соратников, включая Франсуа Анрио, бывшего командира Парижской национальной гвардии; Жан-Батиста Флёрио-Леско, мэра Парижа; Жоржа Кутона, Луи Антуана де Сен-Жюста и Рене-Франсуа Дюма, экс-президента Революционного трибунала.

## Термидорианский Конвент
29 июля победители 9 термидора приговорили к смерти 73 членов Парижской Коммуны, что стало крупнейшей массовой казнью, когда-либо происходившей в Париже.
События 9 термидора стали переломным моментом в революционном процессе. Последовавший за этим термидорианский режим оказался непопулярным, столкнувшись с множеством восстаний после казни Робеспьера и его союзников, а также членов Парижской Коммуны. Это сделало ситуацию во Франции крайне хрупкой.

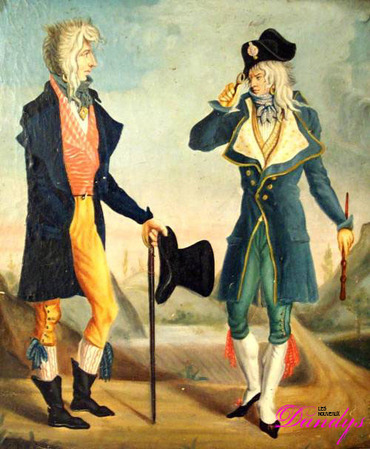
Подавлением якобинцев занимались отряды мюскаденов

Враждебность к Робеспьеру не исчезла с его казнью. Вместо этого решили обвинить тех, кто каким-либо образом был связан с Робеспьером, а именно многих членов Якобинского клуба, их сторонников и лиц, подозреваемых в том, что они были революционерами. Расправа с ними стала известна как «Белый террор» и была частично осуществлена мюскаденами, группой модно одетых уличных боевиков, организованной новым правительством.
С жертвами нового террора расправлялись в тюрьмах или они представали перед судом без надлежащей правовой процедуры, что примерно соответствовало условиям, в которые были предоставлены контрреволюционеры во время якобинского террора.
Термидорианский режим лишил власти оставшихся монтаньяров, даже тех, кто участвовал в заговоре против Робеспьера и Сен-Жюста. Политические репрессии 1795 года привели к многочисленным тюремным заключениям и нескольким сотням казней, почти исключительно сторонников крайне левого политического курса. Эти цифры хотя и значительны, но существенно меньше, чем число жертв предыдущей эпохи террора, когда погибло более 40 тыс. человек. Многие казни были совершены без суда. 
В рамках реорганизации французской политики некоторые бывшие сторонники террора, такие как Тальен, Баррас, Фуше и Фрерон, снова присоединились к руководству. Другие, такие как Бийо-Варенн, Колло д’Эрбуа, Барер и Вадье, после жерминальского восстания были приговорены к изгнанию в Южную Америку, хотя двум последним удалось избежать ареста. Многие якобинские клубы были закрыты. Свобода вероисповедания была распространена сначала на Вандею, а затем на всю Францию. 24 декабря 1794 года был отменен максимум цен (контроль над ценами и заработной платой). Правительство усугубило инфляцию, выпуская всё больше ассигнатов.
В апреле и мае 1795 года вспыхнули протесты и бунты в поддержку радикалов, кульминацией которых стало вторжение повстанцев в Конвент 20 мая. 22 мая Конвент нанёс ответный удар, когда войска под командованием Пишегрю окружили предместье Сен-Антуан и заставили вооружённых повстанцев капитулировать. В мае и июне 1795 года разразился «Белый террор», жертвами которого стали якобинцы, а судьями были буржуазные «умеренные». По всей Франции повторились события сентябрьских расправ, однако на этот раз жертвами оказались посаженные в тюрьмы чиновники правительства террора. В Париже открыто выражались роялистские настроения.
Тем временем французские армии захватили Нидерланды и установили Батавскую республику, оккупировали левый берег Рейна и вынудили Испанию, Пруссию и несколько немецких государств просить мира, повысив престиж Конвента. Новая конституция, названная Конституцией III года и принятая 22 августа 1795 года, ослабила некоторые демократические элементы конституции I года, учредив коллегию выборщиков для выборов должностных лиц, двухпалатный парламент и другие положения, предназначенные для защиты нынешних держателей власти. 5 октября (13 вандемьера) восстание, возглавляемое роялистами, бросило вызов Конвенту. Наполеон расправился с ним, открыв по восставшим картечный огонь из пушек. 25 октября 1795 года Конвент объявил себя распущенным, а 2 ноября его сменила Директория.

## Другие варианты использования термина
Для историков революционных движений термин «термидор» стал обозначать ту фазу некоторых революций, когда власть ускользает из рук первоначального революционного руководства и радикальный режим сменяется более консервативным, иногда до такой степени, что начинает напоминать дореволюционное государство. В своей книге «Преданная революция» Лев Троцкий утверждал, что приход Иосифа Сталина к власти был советским термидором.

### На русском языке
- Троцкий, Лев. Преданная революция. — Москва: НИИ культуры Министерства культуры РСФСР и Академия наук СССР, 1990. — ISBN 5-7196-0019-1.

### На английском языке
- The White Terror, in A Companion to the French Revolution (англ.) / McPhee, Peter. — Blackwell Publishing Ltd, 2012. — ISBN 9781118316399.
- The Oxford Handbook of the French Revolution (англ.) / Andress, David. — Oxford University Press, 2015.
- A Critical Dictionary of the French Revolution (англ.) / Ozouf, Mona; Furet, François. — Harvard University Press, 1989.
- Merriman, John. A history of modern Europe: from the Renaissance to the present (англ.). — W.W. Norton & Company Ltd, 2004. — ISBN 0-393-92495-5.
- Durant, Will; Durant, Ariel. The Age of Napoleon (англ.). — New York: Simon & Schuster, 1975.
- Brown, Howard G. Robespierre's Tail: The Possibilities of Justice after the Terror (англ.) // Canadian Journal of History. — 2010. — No. 45#3.
- Linton, Marisa. Robespierre and the Terror (англ.).
- Neely, Sylvia. A Concise History of the French Revolution (англ.). — 2008.
- Palmer, R. R. Twelve Who Ruled: The Year of Terror in the French Revolution (англ.). — Princeton University Press, 1941. — ISBN 978-0-691-05119-2.
- Schama, Simon. Citizens: A Chronicle of the French Revolution (англ.). — Alfred A. Knopf, 1989. — ISBN 978-0-394-55948-3.

### На французском языке
- Beauchesne, Alcide; Dupanloup, Félix. Louis XVII, sa vie, son agonie, sa mort: captivité de la famille royale au Temple (фр.). — H. Plon, 1868.
- Françoise, Brunel. Thermidor, la chute de Robespierre (фр.). — Complexe, 1989.
- Louis, Madelin. Fouché, de la Révolution à l'Empire (фр.). — Nouveau Monde Editions, 2002. — Vol. 1.